# Yajaira Vera
Yajaira Cristina Vera Roldán (Higuerote; 3 de abril de 1963) es una modelo y médica oftalmóloga venezolana. Vera fue la ganadora del concurso Miss Venezuela 1988 y es la primera venezolana en ganar el concurso Miss Globe International en 1988.

## Biografía
Vera representó al estado Miranda en el Miss Venezuela 1988, el cual se llevó a cabo en el Teatro Municipal de Caracas el 5 de febrero de 1988. Esta fue la segunda vez que participaba en el Miss Venezuela, ya que había representado al estado Táchira en la edición de 1987, pero tuvo que retirarse para terminar sus estudios en la Facultad de Medicina de la Universidad Central de Venezuela. Tras su triunfo, recibió la corona de manos de Inés María Calero, Miss Venezuela 1987. Vera tenía 24 años al momento de coronarse y su estatura era 1.74 m. Ese mismo año viajó a Taipéi, Taiwán, para representar a Venezuela en el concurso Miss Universo, el cual se celebró el 24 de mayo de 1988 en el Estadio Lin Kou y en el que resultó semifinalista, ocupando el séptimo lugar en un grupo de 66 participantes. Posteriormente viajó a Bodrum, Turquía, para participar en el Miss Globo Internacional el 26 de junio de 1988. Vera ganó este concurso, convirtiéndose en la primera ganadora del recién estrenado concurso.
Tras entregar la corona al año siguiente, Yajaira Vera, médico oftalmólogo, se casó con el gineco-obstetra venezolano, Alfredo Villanueva con quien tiene tres hijos: Alfredo Miguel, Alejandro Javier y una bella niña. Su hermana Ana Rosalinda Vera, participó como Miss Falcón en el Miss Venezuela 1993.
También ejerció funciones como ancla del noticiero El Observador de Radio Caracas Televisión.
Vera trabajaba en la Clínica El Ávila en Caracas, como médica oftalmóloga y hoy en día esta radicada en España.
En septiembre de 2017, a casi 30 años de haber sido elegida Miss Venezuela, apareció en el programa Más allá de la belleza, por Venevisión Plus, aparecía bella, joven y radiante, contando anécdotas de su participación en Miss Venezuela, Miss Universo 1988 y aclarando los rumores de la edad con la que participó, la cual fue de 24 años.

## Miss Venezuela 1988
- 1. Yajaira Cristina Vera Roldán — Miss Miranda – Miss Venezuela 1988
- 2. Emma Irmgard Marina Rabbe Ramírez — Miss Distrito Federal – Miss World Venezuela
- 3. María Eugenia Duarte Lugo — Miss Península Guajira – Miss Venezuela Internacional:
- 4. Constanza Enriqueta Giner Barreto — Miss Aragua – Miss Wonderland Venezuela
- 5. Marilisa Maronesse — Miss Portuguesa – Miss Venezuela Latina
- 6. Nancy Elena García Amor — Miss Táchira
- 7. Joanne Goiri González — Miss Lara
- 8. Livia Castellanos Reina — Miss Departamento Libertador

### Participantes
- Graciela Hubscher – Miss Amazonas
- Marietta Limia – Miss Anzoátegui
- Begoña Sánchez-Biezma – Miss Apure
- Constanza Enriqueta Giner Barreto – Miss Aragua
- Yuli Karina García Lara – Miss Barinas
- María José Villaseco – Miss Bolívar
- Pamela Wildhaber – Miss Carabobo
- Marianellys Sánchez – Miss Costa Oriental Del Lago
- Elsa María Nóbrega Gómez – Miss Delta Amacuro
- Emma Irmgard Marina Rabbe Ramírez – Miss Distrito Federal
- Carolina Elfriede Rode Pelckmann – Miss Falcón
- Bertha Fuentes – Miss Guárico
- Joanne Goiri González – Miss Lara
- Yasmín Quintero Dávila – Miss Mérida
- Yajaira Cristina Vera Roldán – Miss Miranda
- Marisabel Valdés Fairfoot - Miss Monagas
- Livia E. Castellanos Leiva – Municipio Libertador
- Rita Rosina Verreos – Miss Municipio Vargas
- Sara Cristina Salomón – Miss Nueva Esparta
- María Eugenia Duarte Lugo – Miss Península De La Guajira
- Marilisa Maronesse – Miss Portuguesa
- Marlene Klara Herner – Miss Sucre
- Nancy Elena García Amor – Miss Táchira
- Francesca Cerro – Miss Trujillo
- Elizabeth Tibisay López Villavicencio – Miss Yaracuy
- Maribel Colina – Miss Zulia

## Miss Universo 1988
Cuadro final
- 1. Porntip Nakhirunkanok — Miss  Tailandia
- 2. Chang Yoon-Jung — Miss  Corea del Sur
- 3. Amanda Beatriz Olivares Philips — Miss  México
- 4. Mizuho Sakaguchi — Miss  Japón
- 5. Pauline Yeung (Yeung Bo-Ling) — Miss  Hong Kong

Semifinalistas
- Diana Patricia Arévalo Guerra — Miss Colombia (novena posición)
- Patricia Jiménez — Miss República Dominicana (sexta posición)
- Courtney Gibbs — Miss Estados Unidos (octava posición)
- Bente Charlotte Rosenkilde Brunland — Miss Noruega (décima posición)
- Yajaira Cristina Vera Roldán — Miss Venezuela (séptima posición)

## Miss Globo Internacional 1988
- 1 Yajaira Cristina Vera Roldán – Miss Venezuela
- 2 Francine Swift – Miss Estados Unidos
- 3 Jacqueline von Staa – Miss Holanda
- 4 Nancy Ridao Molinares - Miss Colombia